# George G. Symes

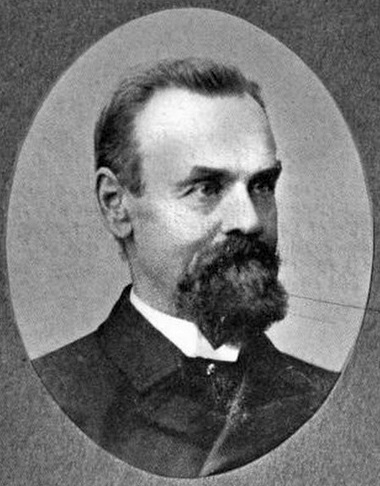
George G. Symes

George Gifford Symes (* 28. April 1840 im Ashtabula County, Ohio; † 3. November 1893 in Denver, Colorado) war ein US-amerikanischer Politiker. Zwischen 1885 und 1889 vertrat er den Bundesstaat Colorado im US-Repräsentantenhaus.

## Werdegang
George Symes besuchte die öffentlichen Schulen seiner Heimat. Nach einem Jurastudium und seiner Zulassung als Rechtsanwalt begann er in seinem neuen Beruf zu praktizieren. Während des Bürgerkrieges war er Offizier einer Freiwilligeneinheit aus Wisconsin, die auf der Seite der Union kämpfte. Im Verlauf des Krieges stieg er bis zum Colonel auf. Nach dem Krieg praktizierte Symes als Anwalt in Paducah (Kentucky). Später zog er in das Montana-Territorium, wo er zwischen 1869 und 1871 beisitzender Richter am Obersten Gerichtshof war. Anschließend war er als Anwalt in Helena tätig. Im Jahr 1874 zog Symes nach Denver.
Bei den Kongresswahlen des Jahres 1884 wurde Symes in das US-Repräsentantenhaus in Washington gewählt, wo er am 4. März 1885 die Nachfolge von James B. Belford antrat. Nach einer Wiederwahl im Jahr 1886 konnte er bis zum 3. März 1889 zwei Legislaturperioden im Kongress absolvieren. Nach seinem Ausscheiden aus dem Kongress befasste sich Symes mit der Verwaltung seines Anwesens. Außerdem arbeitete er wieder als Rechtsanwalt. Er starb im November 1893 in Denver und wurde dort auch beigesetzt.